# Mistrzostwa Polski w rugby 7 mężczyzn (2019)
Mistrzostwa Polski w rugby 7 mężczyzn (2019) – rozgrywki drużyn rugby 7, mające na celu wyłonienie najlepszej męskiej drużyny w Polsce w sezonie 2018/2019, organizowane przez Polski Związek Rugby. Turniej finałowy mistrzostw odbył się 8 czerwca 2019 w Warszawie i został poprzedzony dwoma turniejami półfinałowymi oraz turniejem barażowym. Tytuł mistrza Polski zdobyli gracze Posnanii, którzy w finałowym meczu pokonali drużynę Orkana Sochaczew. Trzecie miejsce zajęła Skra Warszawa.

## Format rozgrywek
Format rozgrywek został określony przez Polski Związek Rugby dopiero w drugiej części sezonu, w marcu 2019. Zaplanowano wówczas rozegranie dwóch turniejów półfinałowych, z których po pięć drużyn miało awansować do turnieju finałowego. Pozostałe drużyny występujące w półfinałach miały walczyć o dwa pozostałe miejsca w finale w dodatkowym turnieju barażowym. Regulamin rozgrywek został zaakceptowany przez organizatora 12 kwietnia 2019. Potwierdzono w nim przyjęty system rozgrywek oraz wskazano, że podstawą rozstawienia drużyn będą wyniki osiągnięte w poprzednim sezonie rozgrywek. Poszczególne turnieje zaplanowano jako złożone z dwóch faz: grupowej oraz play-off. W turniejach półfinałowych w fazie play-off zaplanowano półfinały wyłącznie dla najlepszych czterech drużyn każdego turnieju (trzy drużyny z pierwszych miejsc w grupach oraz najlepsza drużyna spośród tych, które zajęły drugie miejsca). O kolejności w tabeli grupy decydowały liczba zdobytych punktów turniejowych (zwycięstwo – 3 punkty, remis – 2 punkty, porażka – 1 punkt, walkower – 0), a w dalszej kolejności różnica pomiędzy punktami zdobytymi i straconymi i większa liczba punktów zdobytych. W turnieju finałowym zaplanowano rozstawienie drużyn stosownie do wyników z turniejów półfinałowych i barażowych w czterech grupach trzyzespołowych. Najlepsze drużyny z każdej grupy miały walczyć w półfinałach, a następnie finałach o miejsca 1–4, drugie drużyny o miejsca 5–8, a trzecie o miejsca 9–12. Klasyfikacja turnieju finałowego była jednocześnie także klasyfikacją mistrzostw.

## Turnieje półfinałowe i baraż
W turniejach półfinałowych wzięło udział 18 drużyn (zgłoszono 19, do rozgrywek nie przystąpiła drużyna Rugby Białystok). Turnieje odbyły się 20 kwietnia 2019 w Poznaniu i Warszawie. W każdym uczestniczyło 9 drużyn, w pierwszym etapie podzielonych na trzy trzyzespołowe grupy. Awans do turnieju finałowego wywalczyły (w kolejności zajętych w poszczególnych turniejach miejsc):
- z turnieju w Poznaniu – Posnania, Juvenia Kraków, RC Koszalin, Czarni Bytom i Pogoń Siedlce (w finale Posnania pokonała Juvenię 31:5);
- z turnieju w Warszawie – Skra Warszawa, Czarni Pruszcz Gdański, Orkan Sochaczew, Tytan Gniezno i Rugby Wrocław (w finale Skra pokonała Czarnych 29:7)[4].

W turnieju barażowym miały zagrać pozostałe drużyny:
- z turnieju w Poznaniu – RK Unisław, Budowlani Lublin, Kaskada Szczecin, Rugby Bełchatów;
- z turnieju w Warszawie – RT Olsztyn, Arka Gdynia, Werewolves Wąbrzeźno, Wataha Piotrków Trybunalski[4].

Turniej barażowy odbył się 26 maja 2019 w Lublinie i ostatecznie wzięły w nim udział jedynie 3 drużyny (spośród 5, które potwierdziły swój udział): Kaskada Szczecin, Budowlani Lublin i RT Olsztyn. Z tego powodu turniej rozegrano w formule każdy z każdym i odbyły się tylko trzy mecze. Pierwsze miejsce zajęła Kaskada Szczecin, jednak do turnieju finałowego awansowali wszyscy trzej uczestnicy barażu – dodatkowe, trzecie miejsce w turnieju finałowym dla uczestników barażu pojawiło się wskutek wycofania się z udziału w finale Czarnych Bytom.

## Turniej finałowy
Turniej finałowy odbył się 8 czerwca 2019 na obiektach Skry Warszawa. W pierwszej fazie turnieju drużyny zostały podzielone na cztery grupy, każda złożona z trzech zespołów, i w ramach każdej grupy grały systemem "każdy z każdym".
Wyniki meczów i kolejność drużyn w grupach:
Grupa A:
- Skra Warszawa – Pogoń Siedlce 38:10
- Rugby Wrocław – Pogoń Siedlce 7:36
- Skra Warszawa – Rugby Wrocław 66:0

Klasyfikacja: 1. Skra Warszawa, 2. Pogoń Siedlce, 3. Rugby Wrocław
Grupa B:
- Posnania Poznań – Kaskada Szczecin 41:5
- Tytan Gniezno – Kaskada Szczecin 17:14
- Posnania Poznań – Tytan Gniezno 33:0

Klasyfikacja: 1. Posnania Poznań, 2. Tytan Gniezno, 3. Kaskada Szczecin
Grupa C:
- Czarni Pruszcz Gdański – Budowlani Lublin 21:26
- RC Koszalin – Budowlani Lublin 7:14
- Czarni Pruszcz Gdański – RC Koszalin 41:0

Klasyfikacja: 1. Budowlani Lublin, 2. Czarni Pruszcz Gdański, 3. RC Koszalin
Grupa D:
- Juvenia Kraków – RT Olsztyn 44:0
- Orkan Sochaczew – RT Olsztyn 47:0
- Juvenia Kraków – Orkan Sochaczew 0:28

Klasyfikacja: 1. Orkan Sochaczew, 2. Juvenia Kraków, 3. RT Olsztyn
W kolejnej fazie turnieju drużyny rozgrywały półfinały oraz finały odrębnie o miejsca 1–4, 5–8 i 9–12. Wyniki meczów:
O miejsca 9–12:
- półfinał – Rugby Wrocław – RT Olsztyn 21:7
- półfinał – Kaskada Szczecin – RC Koszalin 14:12
- mecz o 11 miejsce – RT Olsztyn – RC Koszalin 0:40
- mecz o 9 miejsce – Rugby Wrocław – Kaskada Szczecin 7:33

O miejsca 5–8:
- półfinał – Pogoń Siedlce – Juvenia Kraków 19:24
- półfinał – Tytan Gniezno – Czarni Pruszcz Gdański 7:26
- mecz o 7 miejsce – Pogoń Siedlce – Tytan Gniezno 26:7
- mecz o 5 miejsce – Juvenia Kraków – Czarni Pruszcz Gdański 21:17

O miejsca 1–4:
- półfinał – Skra Warszawa – Orkan Sochaczew 12:15
- półfinał – Posnania Poznań – Budowlani Lublin 40:7
- mecz o 3 miejsce – Skra Warszawa – Budowlani Lublin 40:7
- finał – Posnania Poznań – Orkan Sochaczew 14:7

## Końcowa klasyfikacja mistrzostw
Końcowa klasyfikacja mistrzostw:
| Miejsce | Drużyna                                                                                                   |
| ------- | --- |
| 1       | Posnania                                                                                                  |
| 2       | Orkan Sochaczew                                                                                           |
| 3       | Skra Warszawa                                                                                             |
| 4       | Budowlani Lublin                                                                                          |
| 5       | Juvenia Kraków                                                                                            |
| 6       | Czarni Pruszcz Gdański                                                                                    |
| 7       | Pogoń Siedlce                                                                                             |
| 8       | Tytan Gniezno                                                                                             |
| 9       | Kaskada Szczecin                                                                                          |
| 10      | Rugby Wrocław                                                                                             |
| 11      | RC Koszalin                                                                                               |
| 12      | RT Olsztyn                                                                                                |
| 13      | Czarni Bytom, RK Unisław, Rugby Bełchatów, Arka Gdynia, Werewolves Wąbrzeźno, Wataha Piotrków Trybunalski |